# Hazmburk
Hazmburk či Házmburk je zdaleka viditelná zřícenina gotického hradu u vsi Klapý, 3,5 kilometru severozápadně od města Libochovice v okrese Litoměřice. Stojí na vrcholu stejnojmenného vrchu v nadmořské výšce 429 metrů.
Úbočí kopce jsou chráněná jako přírodní památka Vrch Hazmburk. Vrch je krajinnou dominantou dolního Poohří. Zřícenina je chráněna jako kulturní památka a od roku 2002 ji spravuje Národní památkový ústav.
Hrad byl od roku 1336 do roku 1558 sídlem rodu Zajíců z Hazmburka. Později, podobně jako ostatní hrady, ztratil svůj význam a byl opuštěn. Postupně zpustl a až v době romantismu se stal předmětem zájmu českých romantiků jako byl Karel Hynek Mácha nebo Svatopluk Čech. V písemných pramenech a v oficiální webové prezentaci se jméno hradu uvádí jako Házmburk, dále někdy též jako Zaječí hrad, Zajícův hrad, nebo ve starších pramenech Hanžburek.

## Historie

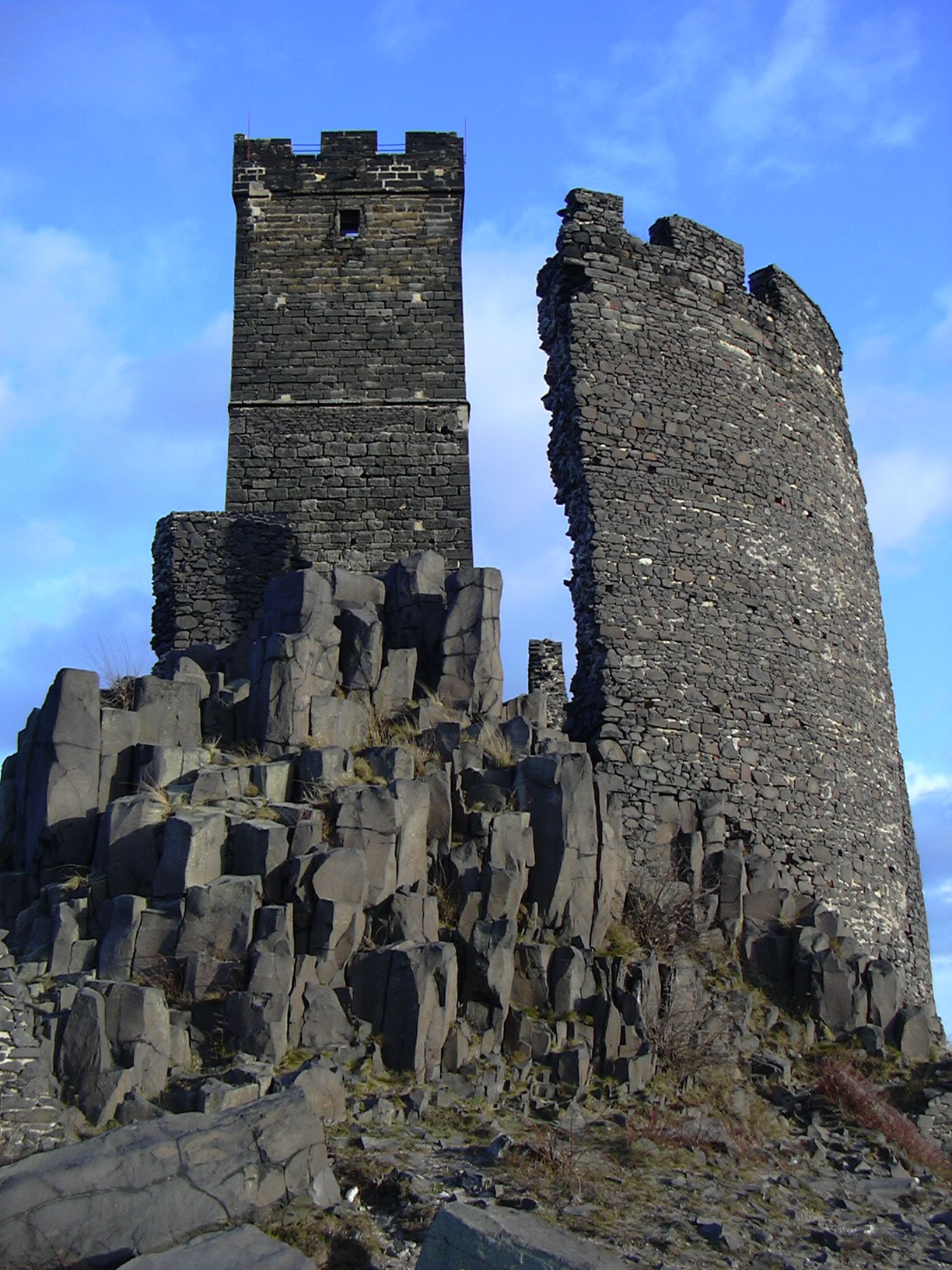
Bílá věž se zbytky hradby

Hradní vrch byl osídlen již v pravěku. Archeologické nálezy kamenných nástrojů dokládají neolitické osídlení. Na svazích byl dále nalezen depot bronzových nástrojů z pozdní doby bronzové, halštatská keramika nebo bronzová jehlice z doby římské. Z městečka v podhradí pochází nález zlomku skleněného náramku z období laténské kultury a keramický střep z nádoby, která byla v pátém století před naším letopočtem dovezena z oblastí jižně od Dunaje.
V osmém až desátém století vrch osídlili Slované, kteří zde v blíže neznámé době pravděpodobně postavili raně středověké hradiště. Část jeho příkopu byla doložena v místech, kterými vede hradba zaniklého městečka. V něm byly také nalezeny keramické střepy a relikty raně středověkých domů.

### Středověk

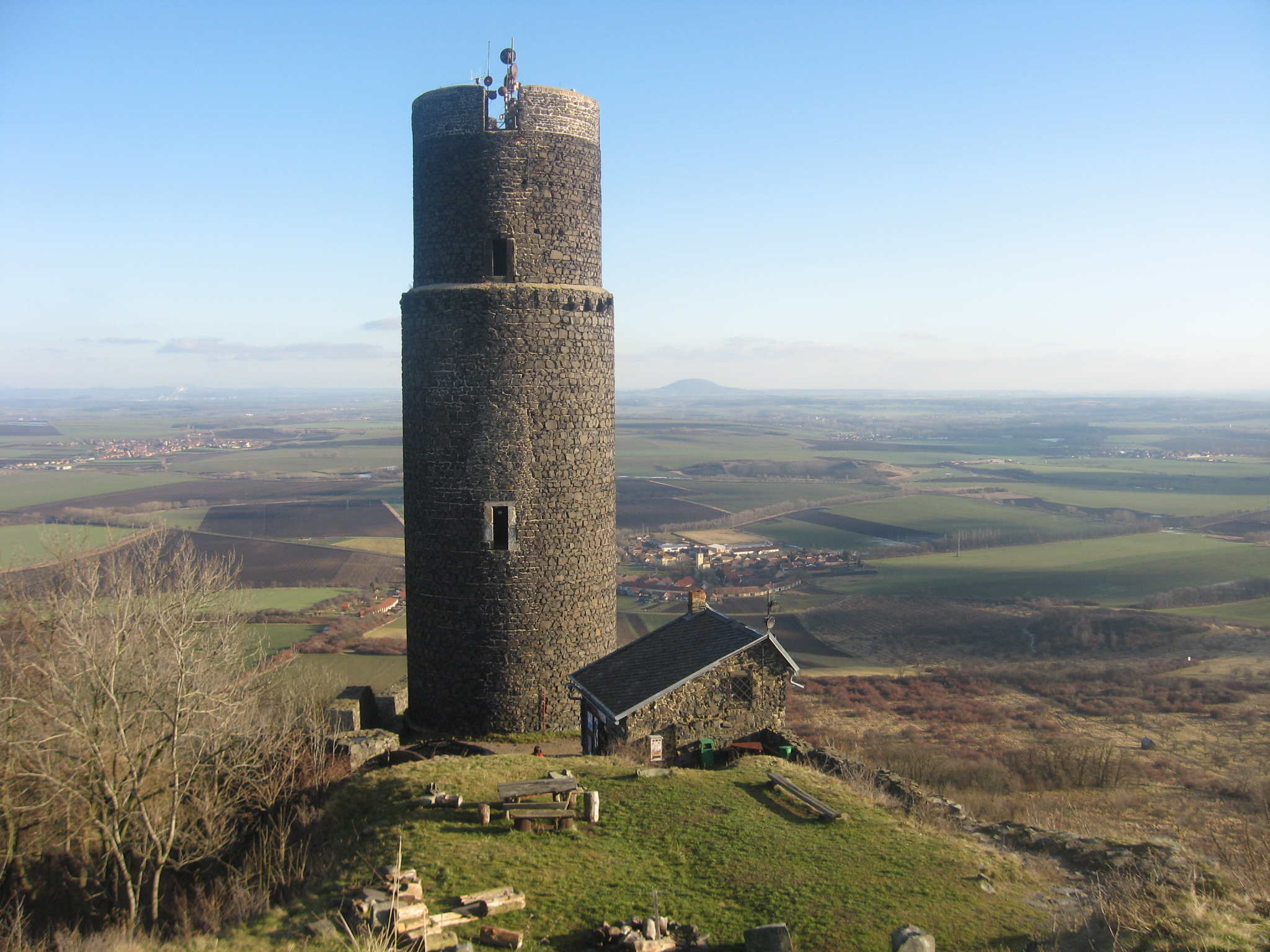
Černá věž

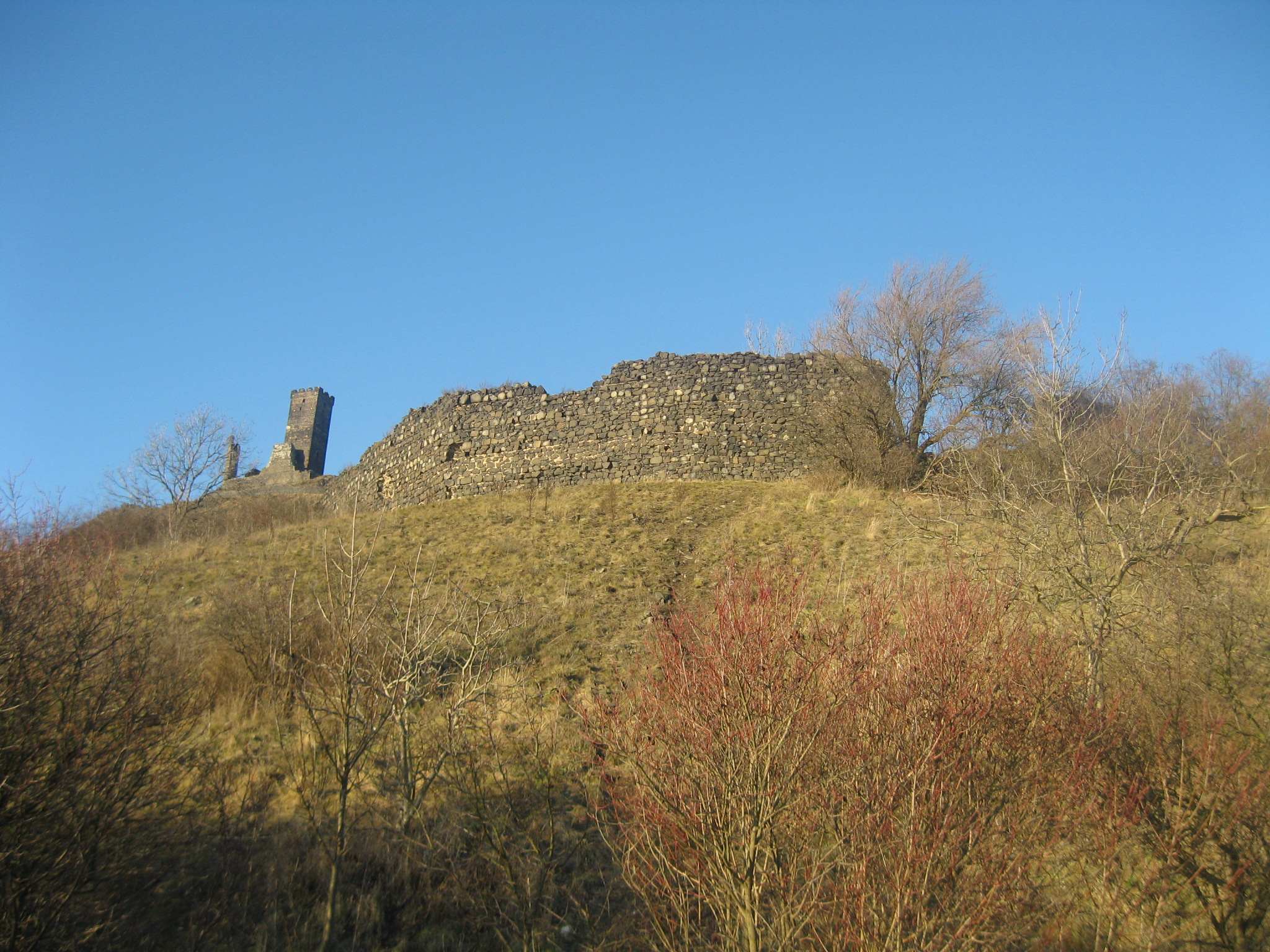
Hradební zeď městečka Podhradí

První písemná zmínka o vsi Klapý je z roku 1197, kdy její část daroval šlechtic Hroznata klášteru v Teplé. Roku 1237 pak král Václav I. daroval tomuto klášteru další část. Zbytek vsi klášter v témže roku odkoupil od šlechtice Smila z Lichtenburka. Vesnice musela být poměrně významná, protože Smil za svoji část žádal na tehdejší poměry vysokou cenu dvou set hřiven stříbra.

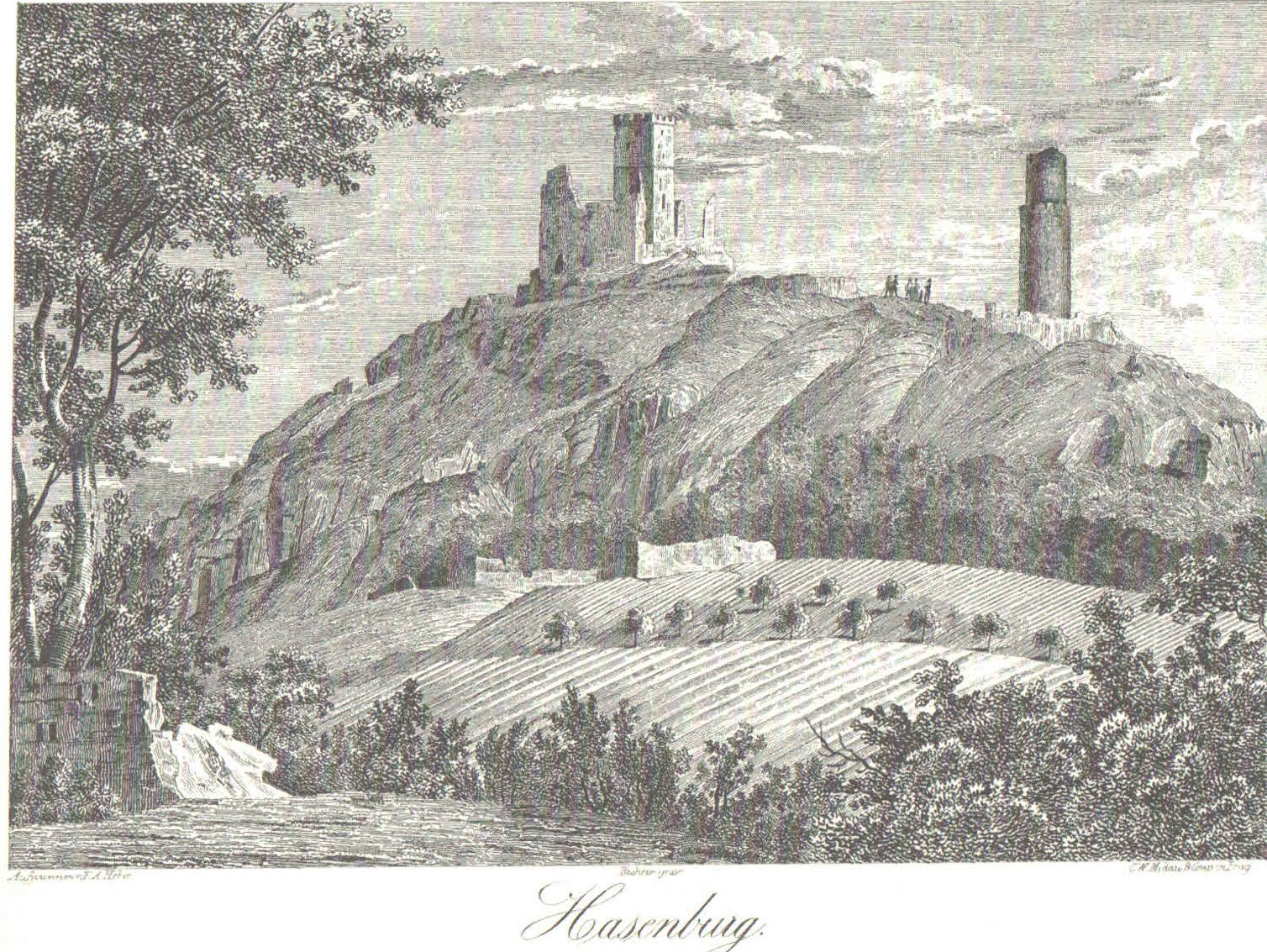
Hazmburk na rytině F. A. Hebera z roku 1841

Samotný hrad byl zřejmě postaven v první polovině čtrnáctého století Lichtenburky. Nelze však vyloučit ani možnost podpořenou některými podobnostmi s královskými hrady druhé poloviny třináctého století, například s hradem Osekem. Zakladatelem by tak mohl být na konci třináctého století také král Václav II. Se stavbou hradu lze hypoteticky spojit také zmínku z roku 1292, kdy Heiman z Lichtenburka udělil nedalekým Libochovicům některá práva.
První písemná zmínka, která se hradu bezpečně dotýká, pochází až z roku 1335. Král Jan Lucemburský tehdy celé panství získal výměnou od Hynka z Lichtenburka a brzy poté hrad, ves Klapý, tvrz a městečko Libochovice se čtyřmi dalšími vesnicemi prodal Zbyňku Zajíci z Valdeka. Jako datum prodeje se tradičně uvádí 26. prosince 1335, ale závěr opisu nedochované listiny uzavření smlouvy datuje až na svátek svatého Štěpána roku 1336. Za hrad, město Libochovice, vsi Radovesice, Lhota, Poplze a příslušné louky, pastviny a lovecké revíry Zbyněk zaplatil 2 300 kop pražských grošů. Král však prodejem nejspíše splácel dluh, který u Zbyňka měl.
Zbyněk hrad přejmenoval na Hasenburg podle svého rodového erbu, ve kterém měl zajíce (německé slovo Hase znamená zajíc). Od roku 1337 (podle jiných pramenů až od 1341) začal také používat přídomek z Hazmburka. Hrad se stal rodovým sídlem Zajíců z Hazmburka, kterým patřil až roku 1558. Po Zbyňkově smrti v roce 1368 vlastnil hrad jeho syn Vilém Zajíc z Hazmburka spolu se svým synovcem Mikulášem (synem Vilémova bratra Jana). Roku 1379 Mikuláš odešel do Budyně, a stal se tak zakladatelem budyňské větve rodu. V roce 1393 si Vilémovi synové Zbyněk, Oldřich, Vilém (mladší), Mikuláš, Jaroslav a Jan rozdělili hrad na šestiny. Oldřich postupně odkoupil podíly svých bratrů kromě Vilémova. Jan a Mikuláš koupili společně hrad Kost. Vilém si v roce 1415 koupil nedaleký hrad Šebín, ale když Oldřich v září stejného roku zemřel, zdědil po něm celé hazmburské panství.
Na počátku husitských válek stáli Zajícové z Hazmburka na katolické straně. Hrady Hazmburk, Budyně a město Libochovice byly pevnou oporou císaře Zikmunda Lucemburského. Vilém Zajíc z Hazmburka v roce 1420 ovládl Slaný, kde potom císař dojednal příměří s Lounskými. V roce 1424 však Jan Žižka dobyl Libochovice, ale při obléhání hradu neuspěl. Podruhé se husité o dobytí hradu neúspěšně pokusili v roce 1429 a o dva roky později sirotci plenili vesnice v jeho okolí. Ve stejném roce pravděpodobně zemřel Vilém a hrad připadl jeho synovi Zbyňkovi z Hazmburka.
Zbyněk z Hazmburka rozšířil panství o několik původně církevních vesnic a v letech 1456–1459 ovládal ve jménu koruny Hněvín a získal také Budyni. Zemřel bezdětný a majetek odkázal svému strýci Mikulášovi z Hazmburka, který sídlil na Kosti, a jeho synům. Hazmburské panství získal Jan, který byl významným členem jednoty zelenohorské. Král Matyáš Korvín ho jmenoval kancléřem a na Hazmburku sídlila uherská posádka. Za krále Vladislava Jagellonského se Jan z Hazmburka stal zemským sudím. Jeho syn Jan mladší z Hazmburka a vnuk Kryštof z Hazmburka už na hradě nebydleli, protože se přestěhovali na pohodlnější, renesančně upravený hrad v Budyni. Hazmburk byl snad ještě nějakou dobu alespoň udržován, ale v roce 1586 je zmiňován jako pustý. V té době však už panství patřilo Lobkovicům, kteří ho od Kryštofa z Hazmburka koupili v roce 1558 a připojili k libochovickému panství.

### Městečko Podhradí
Na jihovýchodní straně kopce je v roce 2023 stále patrná značně zachovalá vyvýšená plošina obehnaná hradbou dosahující výše 4 metry s věží a baštou ve dvou nárožích. Na tomto místě stávalo městečko Podhradí (v nejstarších zmínkách Podhradín). Hradba navazovala na opevnění hradu, městečko mělo zřejmě dvě brány. První písemná zmínka pochází z roku 1452. Podle dochovaných historických textů lze dovodit, že městečko bylo zřejmě založeno po zničení Libochovic husity v roce 1424. Hrad tehdy přišel o své přirozené hospodářské a obchodní zázemí, ale hradní posádka nadále potřebovala služby řemeslníků a obchodníků, a řešením bylo opevněné sídliště v těsné blízkosti hradu. Centrem městečka byl kostel zasvěcený svatému Mikuláši, který zřejmě nahrazoval chybějící hradní kapli. Kostel byl umístěn v blízkosti dosud stojících zbytků věže na konci opevnění. Podací právo se ke kostelu připomíná naposledy roku 1560, ještě v roce 1820 však byly dochovány jeho zdi. V roce 1550 a 1553 je již městečko zmiňováno jako pusté. Zbytky budov byly srovnány se zemí a prostor byl již tehdy využit zemědělsky jako vinice.

### Po opuštění hradu
Roku 1594 bylo libochovické panství jako majetek Jiřího Popela z Lobkovic zkonfiskováno a do roku 1602 ho spravovala královská komora. Potom ho získal do doživotního užívání synovec bývalého polského krále Štěpána Báthoryho, sedmihradský vévoda Zikmund Báthory.
V roce 1613 panství přešlo do vlastnictví Šternberků. Do třicetileté války, kdy byly vypleněny Libochovice, již Hazmburk nijak nezasáhl. Roku 1676 se jeho majiteli stali Ditrichštejnové a od roku 1858 ho až do zestátnění v roce 1945 vlastnili jejich příbuzní Herbersteinové. Koncem devatenáctého století se část vrchu třikrát sesula a uvolněná suť pobořila domy v obci Klapý. Sesuv ze dne 3. srpna 1882 se obešel beze škod na domech, ale 12. března 1898 (a několik týdnů poté) bylo zbořeno 32 domů včetně školy, a 11. dubna 1900 bylo zbořeno dokonce 52 domů. Na začátku dvacátého století již z hradu zbyla jen zřícenina. K poslednímu menšímu sesuvu došlo 21. června 1939, naštěstí bez větších škod.

## Stavební podoba

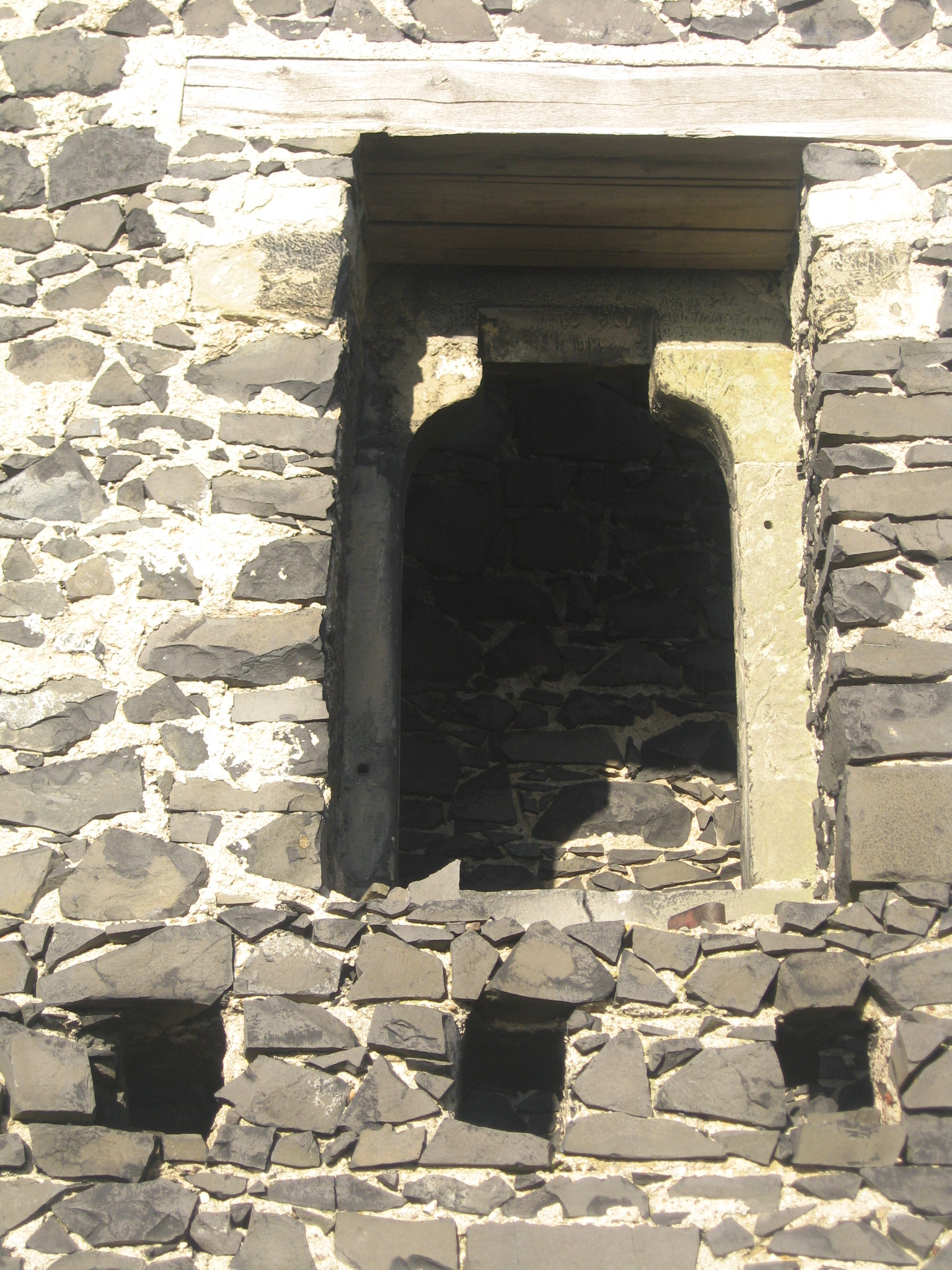
Pozdně gotický sedlový portál jižního paláce u Bílé věže

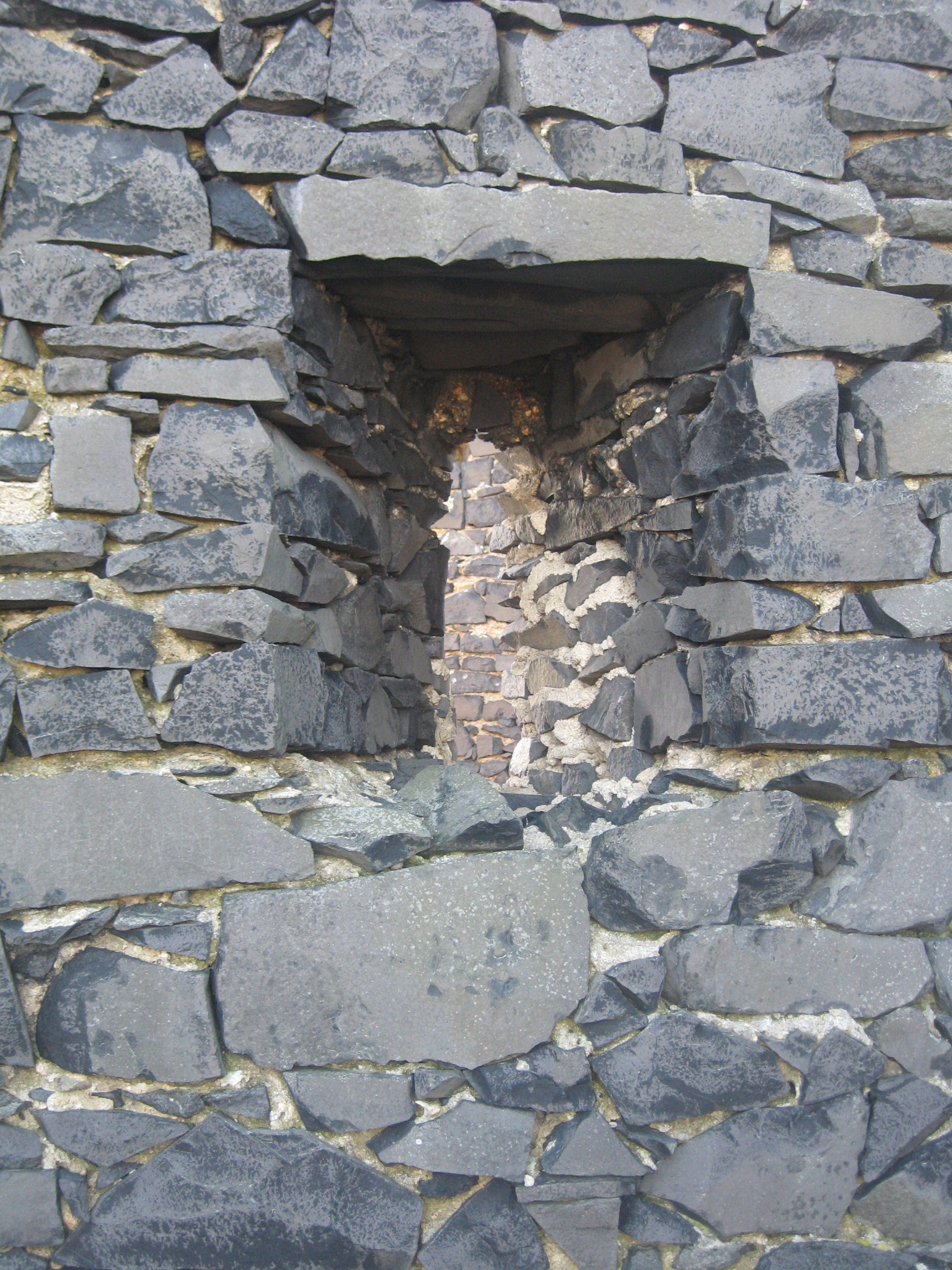
Střílnové okno jižního paláce

Hrad Hazmburk byl jeden z nejpevnějších hradů své doby a byl pokládán za nedobytný. V letech 1440–1448 byla na hradě uschována drahocenná bohoslužebná roucha ze Strahovského kláštera.
Podoba a rozsah původního lichtenburského hradu je nejasný, protože dosud nevíme, jestli tzv. horní hrad představuje samostatnou stavební fázi, nebo byl od počátku celý hrad budován ve větším rozsahu. Tyto otázky by měl v budoucnu zodpovědět archeologický průzkum. Dobroslava Menclová však považovala horní hrad za starší. Stavební aktivity na hradě probíhaly ve čtrnáctém století, když hrad koupil Zbyněk Zajíc z Valdeka, který pravděpodobně nechal zvýšit Bílou věž a postavit jižní a severní palác v horním hradě.
Přístupová cesta k hradu situovanému na protáhlém kopci vedla ze severozápadu. První brána byla zřejmě jen kulisová a byla prolomena v hradbě klesající po úbočí kopce severním směrem od horního hradu. Cesta od brány stoupala k dolnímu hradu podél hradby, která ji chránila ze severu. Do dolního hradu návštěvník vstupoval další kulisovou branou. Po vstupu do nádvoří se musel obrátit téměř o 180°, protože cesta k hornímu hradu se zde obracela k západu.
Dolnímu hradu dominuje okrouhlá Černá věž, postavená z tmavého bazanitu. Zhruba ve dvou třetinách výšky je zdivo oslabeno ústupkem, který sloužil jako ochoz dříve ještě rozšířený pomocí nástavby nesené krakorci. Věž byla přístupná pouze v úrovni prvního poschodí jednoduchým portálem, snad po dřevěné pavlači z nedochovaného paláce. Věž dodnes obepínají zbytky hradby, ale o další podobě zástavby dolního hradu lze bez archeologického průzkumu pouze spekulovat.
Hradní jádro, označované jako horní hrad, zaujalo vrcholovou část kopce. Obíhal ho parkán a od dolního hradu jej odděloval příkop. V jádře stojí hranolová Bílá věž s cimbuřím, jejíž horní třetina je postavena z původně světlých kvádrů křídového pískovce. Kolem věže dodnes stojí významné části plášťové hradby, která ohraničuje jádro s obdélným půdorysem a výrazně zaoblenými rohy. Hradba byla též opatřena cimbuřím a ochozem. Na západní straně se k hornímu hradu přikládá tzv. západní předhradí. Bílá věž po rekonstrukci slouží jako rozhledna.
K hradbě jádra zevnitř přiléhaly tři palácové budovy. Nejstarší z nich byl nejmohutnější palác na jihu. U stěny této budovy se dochovala pozoruhodná, z kvádrů zděná cisterna na vodu, která má čtverhranný trychtýřovitý sběrač a lahvovitou spodní část. Jádro hradu bylo v 15. století zastavěno natolik, že jediný volný prostor zbyl kolem této cisterny. Všechny budovy jádra včetně Bílé věže byly z obranných důvodů přístupné jen z úrovně prvního patra. Byly propojeny pavlačí a můstky.

## Pověsti
| Rok  | Počet návštěvníků |
| ---- | ----------------- |
| 2015 | 28 527            |
| 2016 | 32 853            |
| 2017 | 32 580            |

Václav Hájek z Libočan uvádí, že hrad byl postaven roku 754 bratry Kalbojem a Veslavem z Košťálova.
Podle pověsti v Dalimilově kronice byl vrchol opevněn už v době lucké války, kdy jej vlastnili Lučané – konkrétně bojovník Léva, proti kterým bojoval český kníže Hostivít. Čechové hrad měli napadnout a Lučané se bránit vně jeho palisád. Když prohrávali a chtěli se vrátit do hradiště, jejich ženy na ně začaly křičet a poklepávat na sukně, aby se pod nimi skryli. Hradiště pak mělo být pojmenováno Klepý právě podle jejich klepání.
August Sedláček se na počátku 20. století na základě původního jména hradu a starších pověstí o jeho původu domníval, že v době stavby hradu muselo ještě být v paměti lidí starší opevnění. Dalimil by si jinak těžko vymyslel pověst o názvu ve své době nového hradu s úplně jinou historií.

## Přístup

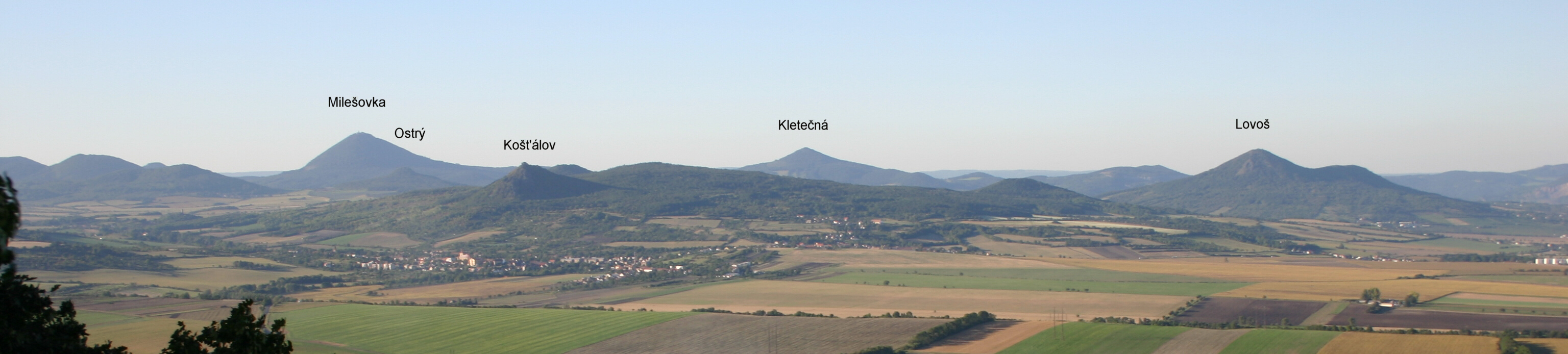
Pohled z Hazmburku k severozápadu

Zřícenina je od roku 1997 přístupná v návštěvních hodinách v období od konce března do října s výjimkou pondělí. V  říjnu jsou zavírací dny pondělí a úterý. Na hrad vedou pouze pěší turistické trasy: žlutě značené trasa z Klapého, kde je v polovině jižního svahu hradu parkoviště, a červeně značená z Libochovic do Třebenic. Po neznačených polních cestách lze na hrad dojít i ze Slatiny. Bílá věž slouží jako rozhledna, ze které je výhled na dolní Polabí, Poohří a České středohoří.